# Iola (Wisconsin)
Iola – miasto w Stanach Zjednoczonych, w stanie Wisconsin, w hrabstwie Waupaca.